# Kiki Lesendrić
Zoran „Kiki“ Lesendrić (Beograd, 2. januar 1961) srpski je rok muzičar, kompozitor i producent.

## Biografija
Septembra 1980. godine osniva grupu "Piloti", sa kojom je postigao veliki uspeh u bivšoj Jugoslaviji, najviše sredinom 1980-ih godina, kada je bio na vrhuncu popularnosti. Posle objavljivanja albuma "Dan koji prolazi zauvek", 1996. Lesendrić raspušta "Pilote" i prestaje da se aktivno bavi muzikom. Narednih godina uglavnom komponuje muziku za pevače iz Grčke, gde je i živeo neko vreme.
Svoj prvi, povratnički solo album, pod nazivom "Mesec na vratima", izdao je sredinom 2008. godine. Najveći hit sa tog albuma je pesma: "Te noći smo se potukli zbog nje", a takođe su veliki uspeh postigle i numere "Kako si lepa", "Oltar", "Bog vidi sve...". U leto 2010. izdaje prvi live album pod nazivom "Svet je lep kada sanjamo", na kome se nalazi 15 pesama sa istoimene višemesečne turneje.
U aprilu 2012. godine objavljuje sledeći studijski album pod imenom "Slučajno i zauvek". Najveći hitovi sa tog albuma su: "Budi tu kad padne sneg", "Queen in Wien" (Prvi maj), "Još jedna pijana noć", "Kažu da ljubav je samo reč", i druge. Što se koncerata tiče, sa svojim bendom drži veoma posećene koncerte kako u Srbiji, tako i u okruženju. Nastupao je na Exit-u (2008), Belgrade beer fest-u 2009, 2011, 2012. i 2015. godine, kao i mnogim drugim festivalima. Oktobra 2010. godine održao je spektakularan koncert u Beogradskoj Areni, čime je potvrdio status jedne od najvećih rok-zvezda sa ovih prostora.

## Studijski albumi
- Piloti (PGP RTB, 1981)
- Dvadeset godina (PGP RTB, 1982)
- Kao ptica na mom dlanu (PGP RTB, 1987)
- Osmeh letnje noći (PGP RTB, 1988)
- Neka te bog čuva za mene (PGP RTB, 1990)
- Zaboravljeni (PGP RTS/Komuna, 1993)
- Dan koji prolazi zauvek (Komuna, 1996)

## Kompilacijski albumi
- Najveći hitovi 1981-1991 (PGP RTB, 1991)
- Ne veruj u idole - Kompilacija (Bread Ventures Records, 1997)
- Nedelja na Duhove (Eastfield music, 1995)

## Solo albumi
- Mesec na vratima (Power music, 2008)
- Svet je lep kada sanjamo
- Slučajno i zauvek (City records, 2012)

## Nagrade i priznanja
- 2012. Naxi palma za najbolju pesmu godine, „Slučajno”[1]
- 2021. Zlatni melos, za izuzetan doprinos popularizaciji muzičke scene Srbije

## Stvaralaštvo
- Marina Perazić - Kolačići, San za jedan dan
- Dejan Cukić - Dolazi tiho
- Snežana Mišković - Barakuda, Samo teraj ti po svome, Arija
- Zdravko Čolić - Spavaju li oči nebeske
- Zorana Pavić - Ovo nije tvoj bol, Kada smo se rastali
- Željko Samardžić - Nemam ja toliko kofera, Ne trebam ti više ja
- Ana Nikolić - Romale, romali
- Dženan Lončarević - Nikome ni reč
- Piloti - Ne veruj u idole, Kada sanjamo, Kao ptica na mom dlanu, Leto, Čini mi se da, Svi smo mi ponekad' anđeli, Tajna je u tebi skrivena
- Seka Aleksić - Gde sam ti ja

## Spoljašnje veze
- Zvanični sajt
- Egzit festival
- Osamdesete se neće povratiti, Blic
- Za „Taš” me vezuje sećanje na Gagu Nikolića i Boru Todorovića („Politika”, 3. jun 2017)
- Još verujem u Deda Mraza („Politika”, 4. januar 2020)